# Dangerous World Tour
Tournées par Michael Jackson
Bad World Tour
(1987-1989) HIStory World Tour
(1996-1997)
Le Dangerous World Tour est une tournée mondiale de Michael Jackson qui a commencé le 27 juin 1992 à Munich et s'est terminée le 11 novembre 1993 à Mexico. Trois ans après le triomphe du Bad World Tour, l'artiste entame sa deuxième tournée en solo qui le transporte aux quatre coins du monde à la suite de la sortie de son album Dangerous sorti en 1991. Elle sera également un grand succès et réunira près de quatre millions de personnes lors de 69 concerts, faisant d'elle une des plus grosses tournées en termes d'audience des années 1990. Le plus grand concert fut donné le 17 octobre 1993 au Morumbi Stadium de São Paulo (Brésil) devant 130 000 personnes.
En France, Michael Jackson a donné le plus grand concert européen de la tournée le 13 septembre 1992 à Paris (hippodrome de Vincennes) devant 85 000 personnes. Trois jours plus tard, cela a été au tour de Toulouse (Stadium de Toulouse) de voir débarquer le Dangerous World Tour. Le chanteur s'est également arrêté en Belgique (Werchter, festival Rock Werchter) et en Suisse (Lausanne, stade Olympique de la Pontaise). 
L'artiste a achevé son tour de chant avec cinq concerts gigantesques au stade Azteca de Mexico, avec environ 100 000 spectateurs pour chacune des cinq représentations. Néanmoins, la fin de la tournée a été assez chaotique : des concerts ont été annulés ou reportés en raison de problèmes de santé du chanteur (principalement des problèmes de déshydratation) et, à partir du 17 août 1993, des accusations d'abus sexuel sur mineur visant le chanteur éclatèrent (affaire Chandler). Une fois la tournée finie, Michael Jackson, épuisé, fit en Angleterre une cure de désintoxication rendue nécessaire par sa dépendance aux calmants.  
Tous les bénéfices du Dangerous World Tour ont été versés à des organisations caritatives (aidant les enfants victimes de famine, maltraitance et de guerre, ou subventionnant des projets liés à l'écologie) dont celle de Michael Jackson, la Heal The World Foundation, qui avait pour but de « guérir purement et simplement » (« to heal purely and simply »).

## Médias
Jackson a vendu les droits de diffusion de son concert de Bucarest en Roumanie à la chaîne de télévision HBO pour 21 millions de dollars. Ce fut à l'époque le plus gros contrat conclu pour ce genre d'évènement. En octobre 1992, quand le concert a été diffusé dans 61 pays, des records d'audience télévisuelle pour ce type de programme ont été battus. En 2004 et 2005, le concert a fait l'objet d'une sortie en DVD sous le titre  Live in Bucharest: The Dangerous Tour. Le 7 juillet 2009, en hommage à Michael Jackson à la suite de son décès, TF1 diffuse ce concert. Programmé en troisième partie de soirée, le concert a réuni 1,45 million de téléspectateurs de 0 h 10 à 2 h 20 du matin.
Par ailleurs, divers enregistrements de concerts réalisés lors de la tournée existent également sur le web et sont disponibles sur certains sites d'hébergement de vidéos tels que Youtube.

## Faits divers
- Michael Jackson annonça la tournée, en partenariat avec Pepsi, lors d'une conférence de presse en février 1992 au Radio City Music Hall de New York[1].
- Michael Jackson ne chanta pas aux États-Unis pour cette tournée. En revanche, il visita des pays qui n'avaient encore jamais reçu la visite d'une telle vedette internationale. Par ailleurs, le 31 janvier 1993, Michael Jackson assura au Rose Bowl Stadium de Pasadena (Californie) le spectacle de la mi-temps du Super Bowl XXVII avec notamment quelques-unes des chansons (ou extraits) de la tournée.
- Lors du concert à Francfort le 28 août 1992, Michael Jackson a failli être rejoint par un spectateur qui avait réussi à arriver sur la scène mais la sécurité et les danseurs l'ont rattrapé à temps. Ce fut également pendant ce concert qu'un danseur rata le « lean » lors de Smooth Criminal.
- Le 16 septembre 1992 c'est la première fois pendant un concert, celui de Toulouse, que le titre In the Closet fut joué comme interlude musical.
- Les titres Rock With You, Remember the Time et In the Closet ont été répétés pour la tournée mais ont finalement été retirés en raison d'une contrainte de temps. La princesse Stéphanie de Monaco, qui était la « Mystery Girl » de In the Closet, était présente à ce concert.
- Le 31 décembre 1992, à Tokyo, le guitariste Slash a fait une apparition surprise pour la chanson Black Or White.
- Lors du concert à Moscou le 5 septembre 1993, Michael a eu deux problèmes. Il a perdu ses lunettes en tournant trop violemment la tête au début de Jam. De plus, le sol était trop glissant et des techniciens ont dû essuyer la scène. Michael en a profité pour faire deux petites glissades. C'est également lors de son passage dans la capitale russe qu'il commença l'écriture de ce qui deviendra la chanson Stranger in Moscow.
- « Toaster », c'est le nom donné par Michael Jackson au dispositif technique qui lui permettait de faire son entrée sur scène lors de la tournée. Il était en effet propulsé depuis le dessous de la scène. Le dispositif a connu un unique dysfonctionnement : à Paris, le 13 Septembre 1992, le chanteur est arrivé sur scène en courant.
- Durant Thriller, Michael portait une veste blanche au lieu d'une rouge telle que dans le clip et le Bad World Tour. Cette nouvelle veste était faite pour briller dans le noir de la scène. Michael n'avait finalement pas décidé de porter la veste qui s'illuminait du Bad World Tour car elle était trop lourde.

## Programme

### Première partie (1992)
La liste suivante a été jouée tout au long de l'année 1992, mais n'est pas censée représenter la majorité des représentations.
1. Jam
2. Wanna Be Startin' Somethin'
3. Human Nature
4. Smooth Criminal
5. I Just Can't Stop Loving You (en duo avec Siedah Garrett)
6. She's Out of My Life
7. Jackson 5 Medley :
  - I Want You Back
  - The Love You Save
  - I'll Be There
8. Thriller
9. Billie Jean
10. Workin' Day and Night
11. Beat It
12. Someone Put Your Hand Out - Interlude instrumental
13. Will You Be There
14. The Way You Make Me Feel
15. Bad
16. Black or White
17. We Are the World
18. Heal the World
19. Man in the Mirror

### Deuxième partie (1993)
La liste suivante a été jouée tout au long de l'année 1993, mais n'est pas censée représenter la majorité des représentations.
1. Jam
2. Wanna Be Startin' Somethin'
3. Human Nature
4. Smooth Criminal
5. I Just Can't Stop Loving You (en duo avec Siedah Garrett)
6. She's Out of My Life
7. Jackson 5 Medley :
  - I Want You Back
  - The Love You Save
  - I'll Be There
8. Thriller
9. Billie Jean
10. Black Or White Panther Interlude
11. Will You Be There
12. Dangerous
13. Black or White
14. We Are the World
15. Heal the World
16. Man In The Mirror

## Liste des concerts
| No.                                | Date               | Ville        | Pays                        | Lieu                             | Audience |
| ---------------------------------- | ------------------ | ------------ | --------------------------- | -------------------------------- | -------- |
| Première partie (1992)             |                    |              |                             |                                  |          |
| Europe                             |                    |              |                             |                                  |          |
| 1                                  | 27 juin 1992       | Munich       | Allemagne                   | Olympic Stadium                  | 72 000   |
| 2                                  | 30 juin 1992       | Rotterdam    | Pays-Bas                    | Feyenoord Stadium                | 50 000   |
| 3                                  | 1er juillet 1992   | Rotterdam    | Pays-Bas                    | Feyenoord Stadium                | 50 000   |
| 4                                  | 4 juillet 1992     | Rome         | Italie                      | Flaminio Stadium                 | 40 000   |
| 5                                  | 6 juillet 1992     | Monza        | Italie                      | Brianteo Stadium                 | 46 000   |
| 6                                  | 7 juillet 1992     | Monza        | Italie                      | Brianteo Stadium                 | 46 000   |
| 7                                  | 11 juillet 1992    | Cologne      | Allemagne                   | Mungersdorfer Stadium            | 65 000   |
| 8                                  | 15 juillet 1992    | Oslo         | Norvège                     | Valle Hovin Stadium              | 35 000   |
| 9                                  | 17 juillet 1992    | Stockholm    | Suède                       | Olympic Stadium                  | 53 000   |
| 10                                 | 18 juillet 1992    | Stockholm    | Suède                       | Olympic Stadium                  | 53 000   |
| 11                                 | 20 juillet 1992    | Copenhague   | Danemark                    | Gentofte Stadium                 | 30 000   |
| 12                                 | 22 juillet 1992    | Werchter     | Belgique                    | Rock Werchter (festival)         | 40 000   |
| 13                                 | 25 juillet 1992    | Dublin       | Irlande                     | Lansdowne Road                   | 40 000   |
| 14                                 | 30 juillet 1992    | Londres      | Royaume-Uni/ Angleterre     | Wembley Stadium                  | 72 000   |
| 15                                 | 31 juillet 1992    | Londres      | Royaume-Uni/ Angleterre     | Wembley Stadium                  | 72 000   |
| 16                                 | 5 août 1992        | Cardiff      | Royaume-Uni/ Pays de Galles | Cardiff Arms Park                | 50 000   |
| 17                                 | 8 août 1992        | Bremen       | Allemagne                   | Weser Stadium                    | 45 000   |
| 18                                 | 10 août 1992       | Hambourg     | Allemagne                   | Volkspark                        | 51 000   |
| 19                                 | 13 août 1992       | Hamelin      | Allemagne                   | Weserbergland Stadium            | 25 000   |
| 20                                 | 16 août 1992       | Leeds        | Royaume-Uni/ Angleterre     | Roundhay Park                    | 60 000   |
| 21                                 | 18 août 1992       | Glasgow      | Royaume-Uni/ Écosse         | The Haugh                        | 65 000   |
| 22                                 | 20 août 1992       | Londres      | Royaume-Uni/ Angleterre     | Wembley Stadium                  | 72 000   |
| 23                                 | 22 août 1992       | Londres      | Royaume-Uni/ Angleterre     | Wembley Stadium                  | 72 000   |
| 24                                 | 23 août 1992       | Londres      | Royaume-Uni/ Angleterre     | Wembley Stadium                  | 72 000   |
| 25                                 | 26 août 1992       | Vienne       | Autriche                    | Prater Stadium                   | 50 000   |
| 26                                 | 28 août 1992       | Francfort    | Allemagne                   | Waldstadion                      | 60 000   |
| 27                                 | 30 août 1992       | Ludwigshafen | Allemagne                   | Südweststadion                   | 32 000   |
| 28                                 | 2 septembre 1992   | Bayreuth     | Allemagne                   | Volks Stadium                    | 32 000   |
| 29                                 | 4 septembre 1992   | Berlin       | Allemagne                   | Jahn Stadium                     | 35 000   |
| 30                                 | 8 septembre 1992   | Lausanne     | Suisse                      | La Pontaise                      | 47 000   |
| 31                                 | 13 septembre 1992  | Paris        | France                      | Hippodrome de Vincennes          | 85 000   |
| 32                                 | 16 septembre 1992  | Toulouse     | France                      | Stadium Municipal                | 40 000   |
| 33                                 | 18 septembre 1992  | Barcelone    | Espagne                     | Olympic Stadium                  | 42 000   |
| 34                                 | 21 septembre 1992  | Oviedo       | Espagne                     | Football Stadium                 | 25 000   |
| 35                                 | 23 septembre 1992  | Madrid       | Espagne                     | Vincent Calderon Stadium         | 40 000   |
| 36                                 | 26 septembre 1992  | Lisbonne     | Portugal                    | Jose Alvalade Stadium            | 64 000   |
| 37                                 | 1er octobre 1992   | Bucarest     | Roumanie                    | Stade Lia Manoliu                | 90 000   |
| Asie                               |                    |              |                             |                                  |          |
| 38                                 | 12 décembre 1992   | Tokyo        | Japon                       | Tokyo Dome                       | 45 000   |
| 39                                 | 14 décembre 1992   | Tokyo        | Japon                       | Tokyo Dome                       | 45 000   |
| 40                                 | 17 décembre 1992   | Tokyo        | Japon                       | Tokyo Dome                       | 45 000   |
| 41                                 | 19 décembre 1992   | Tokyo        | Japon                       | Tokyo Dome                       | 45 000   |
| 42                                 | 22 décembre 1992   | Tokyo        | Japon                       | Tokyo Dome                       | 45 000   |
| 43                                 | 24 décembre 1992   | Tokyo        | Japon                       | Tokyo Dome                       | 45 000   |
| 44                                 | 30 décembre 1992   | Tokyo        | Japon                       | Tokyo Dome                       | 45 000   |
| 45                                 | 31 décembre 1992   | Tokyo        | Japon                       | Tokyo Dome                       | 45 000   |
| 2e partie (1993)                   |                    |              |                             |                                  |          |
| Europe et Asie                     |                    |              |                             |                                  |          |
| 46                                 | 24 août 1993       | Bangkok      | Thaïlande                   | Stade Suphachalasai              | 70 000   |
| 47                                 | 27 août 1993       | Bangkok      | Thaïlande                   | Stade Suphachalasai              | 70 000   |
| 48                                 | 29 août 1993       | Singapour    | Singapour                   | National Stadium                 | 47 000   |
| 49                                 | 1er septembre 1993 | Singapour    | Singapour                   | National Stadium                 | 47 000   |
| 50                                 | 4 septembre 1993   | Taipei       | Taïwan                      | Stadium municipal de Taipei      | 40 000   |
| 51                                 | 6 septembre 1993   | Taipei       | Taïwan                      | Stadium municipal de Taipei      | 40 000   |
| 52                                 | 10 septembre 1993  | Fukuoka      | Japon                       | Fukuoka Dome                     | 30 000   |
| 53                                 | 11 septembre 1993  | Fukuoka      | Japon                       | Fukuoka Dome                     | 30 000   |
| 54                                 | 15 septembre 1993  | Moscou       | Russie                      | Stade Loujniki                   | 50 000   |
| 55                                 | 19 septembre 1993  | Tel Aviv     | Israël                      | Parc Hayarkon                    | 80 000   |
| 56                                 | 21 septembre 1993  | Tel Aviv     | Israël                      | Parc Hayarkon                    | 100 000  |
| 57                                 | 23 septembre 1993  | Istanbul     | Turquie                     | Stade Inönü                      | 48 000   |
| 58                                 | 26 septembre 1993  | Tenerife     | Îles Canaries ( Espagne)    | Muelle de Santa Cruz de Tenerife | 20 000   |
| Amérique du Nord / Amérique du Sud |                    |              |                             |                                  |          |
| 59                                 | 8 octobre 1993     | Buenos Aires | Argentine                   | Monumental Stadium               | 100 000  |
| 60                                 | 10 octobre 1993    | Buenos Aires | Argentine                   | Monumental Stadium               | 100 000  |
| 61                                 | 12 octobre 1993    | Buenos Aires | Argentine                   | Monumental Stadium               | 100 000  |
| 62                                 | 15 octobre 1993    | São Paulo    | Brésil                      | Morumbi Stadium                  | 110 000  |
| 63                                 | 17 octobre 1993    | São Paulo    | Brésil                      | Morumbi Stadium                  | 130 000  |
| 64                                 | 23 octobre 1993    | Santiago     | Chili                       | National Stadium                 | 78 000   |
| 65                                 | 29 octobre 1993    | Mexico       | Mexique                     | Azteca Stadium                   | 120 000  |
| 66                                 | 31 octobre 1993    | Mexico       | Mexique                     | Azteca Stadium                   | 120 000  |
| 67                                 | 7 novembre 1993    | Mexico       | Mexique                     | Azteca Stadium                   | 120 000  |
| 68                                 | 9 novembre 1993    | Mexico       | Mexique                     | Azteca Stadium                   | 120 000  |
| 69                                 | 11 novembre 1993   | Mexico       | Mexique                     | Azteca Stadium                   | 120 000  |

## Concerts annulés ou reportés
- 01/08/1992 : Londres, Royaume-Uni, Wembley Stadium. Annulé (Michael était atteint d'une infection virale et ne pouvait donc pas réaliser le concert prévu). Reporté le 23 août 1992.
- 21/08/1992 : Londres, Royaume-Uni, Wembley Stadium. Annulé. Reporté le 20 août 1992.
- 06/09/1992 : Gelsenkirchen, Allemagne, Parkstadion. Annulé (en raison de problèmes de santé sérieux)
- 11/09/1992 : Bâle, Suisse, Stade Saint-Jacques. Annulé (en raison de problèmes de santé sérieux).
- 24/09/1992 : Séville, Espagne, Stade Benito-Villamarín. Annulé (en raison de problèmes de santé sérieux)
- 04/10/1992 : Istanbul, Turquie, Stade BJK İnönü. Annulé (Michael est arrivé à Istanbul le 2 octobre. Cinq heures avant l'heure prévue du concert, ce dernier a été annulé en raison de douleurs aux cordes vocales). Reporté le 23 septembre 1993.
- 07/10/1992 : Izmir, Turquie, Stade İzmir Atatürk. Annulé (en raison de problèmes de santé sérieux).
- 10/10/1992 : Athènes, Grèce, Olympic Stadium. Annulé (en raison de problème de santé sérieux).
- 15/08/1993 : Hong Kong, Chine, Hippodrome de Sha Tin. Annulé.
- 16/08/1993 : Hong Kong, Chine, Hippodrome de Sha Tin. Annulé.
- 25/08/1993 : Bangkok, Thaïlande, Stade Suphachalasai. Annulé (Michael venait de se remettre d'une déshydratation).
- 26/08/1993 : Bangkok, Thaïlande, Stade Suphachalasai. Annulé (idem). Reporté le 27 août 1993.
- 30/08/1993 : Singapour, Singapour, National Stadium. Annulé (Michael s'est effondré avant le concert). Reporté le 1er septembre 1993.
- 30/09/1993 : Johannesburg, Afrique du Sud. Annulé.
- 02/10/1993 : Johannesburg, Afrique du Sud. Annulé.
- 19/10/1993 : Rio de Janeiro, Brésil, Maracanã. Annulé (ce concert a été annulé en raison de la restructuration de la tournée).
- 21/10/1993 : Santiago, Chili, Estadio Nacional de Chile. Annulé (en raison de problème de santé sérieux). Reporté le 25 octobre 1993 pour être définitivement annulé.
- 26/10/1993 : Lima, Pérou, Estadio Nacinonal. Annulé (en raison de problème de santé sérieux).
- 30/10/1993 : Mexico, Mexique, Stade Azteca. Annulé (ce concert a été annulé en raison de la restructuration de la tournée). Reporté le 31 octobre 1993.
- 02/11/1993 : Mexico, Mexique, Stade Azteca. Annulé (en raison de problèmes de santé sérieux). Reporté le 7 novembre 1993.
- 03/11/1993 : Mexico, Mexique, Stade Azteca. Annulé. Reporté le 9 novembre 1993.
- 06/11/1993 : Mexico, Mexique, Stade Azteca. Annulé. Reporté le 11 novembre 1993.
- 09/11/1993: San Juan, Porto Rico , Bayamon's Juan Ramón Loubriel Stadium. Annulé
- 12/11/1993: Caracas, Venezuela, Estacionamiento del Poliendro. Annulé.

## Équipe musicale

### Artiste principal
- Michael Jackson : chanteur, danseur, chorégraphe, directeur artistique

### Groupe
- Directeur musical : Greg Phillinganes
- Batterie : Ricky Lawson
- Basse : Don Boyette
- Guitare principale : Jennifer Batten
- Guitare rythmique : David Williams
- Synthétiseurs : Greg Phillinganes et Brad Buxer

### Choristes
- Siedah Garrett
- Kevin Dorsey
- Darryl Phinnessee
- Dorian Holley

### Danseurs
- LaVelle Smith
- Damon Navandi
- Patrik Nebeski
- Randy Allaire
- Eddie Garcia
- Michelle Berube
- Yuko Sumida
- Jamie King
- Bruno Falcon
- Travis Payne

## Équipe technique
- Directeur exécutif : MJJ Productions
- Chorégraphe : Michael Jackson, Travis Payne & Lavelle Smith
- Décors : Kenny Ortega et Tom McPhillips
- Lumière : Peter Morse
- Directeur de la sécurité : Bill Bray
- Costumes : Dennis Tompkins et Michael Bush
- Coiffures et maquillages : Karen Faye
- Manageur : Gallin Morey Associates

## Artistes en première partie
- Kris Kross
- Rozalla
- TLC
- D'Influence (Angleterre et Écosse)
- Snap! (Bucharest)
- Culture Beat (Europe, 1993)

## Tour Souvenir Pack
Un coffret Tour Souvenir Pack a été commercialisé en 1992 en Europe afin de promouvoir la tournée. Il s'agit de quatre picture CD contenant trois titres pour chaque disque :
- CD 1 : Off the Wall - She's Out of My Life - Don't Stop 'Til You Get Enough
- CD 2 : Thriller - Beat it - Billie Jean
- CD 3 : Bad - Dirty Diana - Smooth Criminal
- CD 4 : Dangerous - Remember the Time - Black or White

Au Japon, une version quelque peu différente, tant au niveau du visuel que du contenu, a été éditée : 
- CD 1 : Off the Wall - She's Out of My Life - Don't Stop 'Til You Get Enough - Rock With You (Masters At Work Remix)
- CD 2 : Thriller - Beat it - Billie Jean - Beat It (Moby's Sub Mix)
- CD 3 : Bad - Man In The Mirror - Smooth Criminal - Smooth Criminal ("Annie" Mix)
- CD 4 : Dangerous - Remember the Time - Black or White - Black or White (The Clivillés & Cole Radio Mix)
- CD 5 : Come Together[N 4]